# Оздемир, Джем
Джем Оздемир (тур. Cem Özdemir, нем. Cem Özdemir; род. 21 декабря 1965[…], Бад-Урах) — немецкий государственный и политический деятель, сопредседатель Партии «зелёных» в 2008—2018 годах.

## Биография
Сын турецких иммигрантов, черкесского происхождения. Работал педагогом и журналистом, опубликовал несколько книг по вопросам турецкой иммиграции в Германию. Член Партии зелёных с 1981 года. Избран в бундестаг в 1994 году. Повторно избирается в 1998 и 2002 годах. Однако в результате разгоревшейся серии скандалов был вынужден уйти в отставку. В 2004 году стал депутатом Европейского парламента. В 2008 году избран депутатами партийного собрания на пост сопредседателя партии «зелёных» вместе с Клаудией Рот. Оздемир женат и имеет двоих детей.
27 января 2018 года новыми сопредседателями партии «Союз 90 / Зелёные» вместо Рот и Оздемира избраны Анналена Бербок и Роберт Хабек.
16 декабря 2020 года взял шефство над Катериной Борисевич, белорусской политической заключённой. 31 мая 2021 года взял шефство над Романом Протасевичем, белорусским политическим заключённым.
8 декабря 2021 года получил портфель министра продовольствия и сельского хозяйства при формировании правительства Олафа Шольца.
7 ноября 2024 года министры от Свободной демократической партии вышли из правительственной коалиции в ходе начавшегося политического кризиса, вследствие чего Оздемир в дополнение к имеющейся должности начал временно исполнять обязанности министра образования и научных исследований.

## Политические взгляды
24 апреля 2015 года на заседании бундестага Германии Оздемир строжайше осудил геноцид армян. В 2019 году подписал «Открытое письмо против политических репрессий в России».